# 厳島詣
厳島詣（いつくしまもうで）とは、安芸国厳島神社への参詣のこと。

## 概要
瀬戸内海の守護神とされた厳島神社は古代より海の安全を祈願するために参詣する者が多かったが、平安時代後期に安芸守であった平清盛が厳島神社を保護し、太政大臣となって政権を確立させた後も深く信仰したことから広くその名が知られるようになった。清盛は平家一門のみならず、後白河・高倉両上皇を連れて参詣に訪れたこともあり、清盛の異母弟頼盛も生涯のうちに20回の参詣が確認できるなど、平氏政権とともに厳島詣は興隆し、平氏の没落後も活発に行われた。中世に入ると、従来の海の守護者としての要素に加えて夷神信仰が結びつき、瀬戸内海を往来する漁民や海軍、商人たちの厳島詣でも盛んになった。室町幕府も厳島神社を重視し、足利尊氏や義満が厳島詣でを行っている。江戸時代には伊勢詣や四国遍路と並んで西国の民衆の代表的な旅行とされた。